# Phasicnecus gregorii
Phasicnecus gregorii is een vlinder uit de familie van de Eupterotidae. De wetenschappelijke naam van de soort is voor het eerst geldig gepubliceerd in 1894 door Butler.